# 松岡洋史
松岡 洋史（まつおか ひろふみ、Hirofumi Matsuoka、1961年6月25日 - ）は日本のゲームクリエイター。
元・任天堂株式会社製造本部開発第一部（現・企画開発本部）。現在は株式会社クリーチャーズ所属・シニアクリエイティブディレクター。『メトロイド』をはじめ、『マリオペイント』や『マリオアーティスト』シリーズ、『ワリオランド』シリーズを手がけ、『メイド イン ワリオ』の生みの親でもある。

## 略歴
兵庫県出身。京都精華大学デザイン学科卒業後、1985年、任天堂にグラフィックデザイナーとして入社。
横井軍平が率い、坂本賀勇らが在籍する開発第一部に配属。処女作は『メトロイド』のステージ背景グラフィックデザイン及びマップ構成制作。タイトル「メトロイド」の名付け親。
2003年、『メイド イン ワリオ』を最後に任天堂を退社。同年、任天堂傘下のコンピュータゲーム開発会社、株式会社クリーチャーズに入社。

## ゲーム作品
- メトロイド（1986年8月6日、ファミリーコンピュータ ディスクシステム）：グラフィックデザイナー
- 光神話パルテナの鏡（1986年12月19日、ファミリーコンピュータ ディスクシステム）：グラフィックデザイナー
- ファミコンウォーズ（1988年8月12日、ファミリーコンピュータ）：グラフィックデザイナー
- スーパーマリオランド（1989年4月21日、ゲームボーイ）：ディレクター、グラフィックデザイナー
- テトリス（1989年6月14日、ゲームボーイ）：グラフィックデザイナー
- ゲームボーイウォーズ（1991年5月21日、ゲームボーイ）：ディレクター、グラフィックデザイナー
- メトロイドII RETURN OF SAMUS（1992年1月21日、ゲームボーイ）：デバッガー
- マリオペイント（1992年7月14日、スーパーファミコン）：ディレクター、グラフィックデザイナー
- スーパーメトロイド（1994年3月19日、スーパーファミコン）：バックグラウンドデザイナー
- バーチャルボーイワリオランド アワゾンの秘宝（1995年12月1日、バーチャルボーイ）：ディレクター（清武博二と共同）
- ワリオランド2 盗まれた財宝（1998年10月21日、ゲームボーイカラー）：スペシャルサンクス
- マリオアーティスト ペイントスタジオ（1999年12月11日、64DD）：ディレクター
- マリオアーティスト タレントスタジオ（2000年2月23日、64DD）：ディレクションアドバイザー
- マリオアーティスト コミュニケーションキット（2000年6月29日、64DD）：スペシャルサンクス
- マリオアーティスト ポリゴンスタジオ（2000年8月29日、64DD）：ディレクター
- ワリオランドアドバンス ヨーキのお宝（2001年8月21日、ゲームボーイアドバンス）：ディレクター
- メイド イン ワリオ（2003年3月21日、ゲームボーイアドバンス）：チーフディレクター、システム、ゲームデザイン
- あつまれ!!メイド イン ワリオ（2003年10月17日、ニンテンドー ゲームキューブ）：スーパーバイザー
- まわるメイドインワリオ（2004年10月14日、ゲームボーイアドバンス）：スペシャルサンクス
- のののパズルちゃいリアン（2005年6月16日、ゲームボーイアドバンス）：アドバイザー
- ポケモンレンジャー バトナージ（2008年3月20日、ニンテンドーDS）：ゲームデザイン
- 歩いてわかる生活リズムDS（2008年11月1日、ニンテンドーDSi）：プランニング、ディレクター（任天堂と共同）
- ポケパークWii 〜ピカチュウの大冒険〜（2009年12月5日、Wii）：プランニング
- ポケパーク2 〜Beyond the World〜（2011年11月12日、Wii）：プランニング
- 名探偵ピカチュウ 〜新コンビ誕生〜（2016年2月3日、ニンテンドー3DS）：ゲームデザイン